# Aspatines

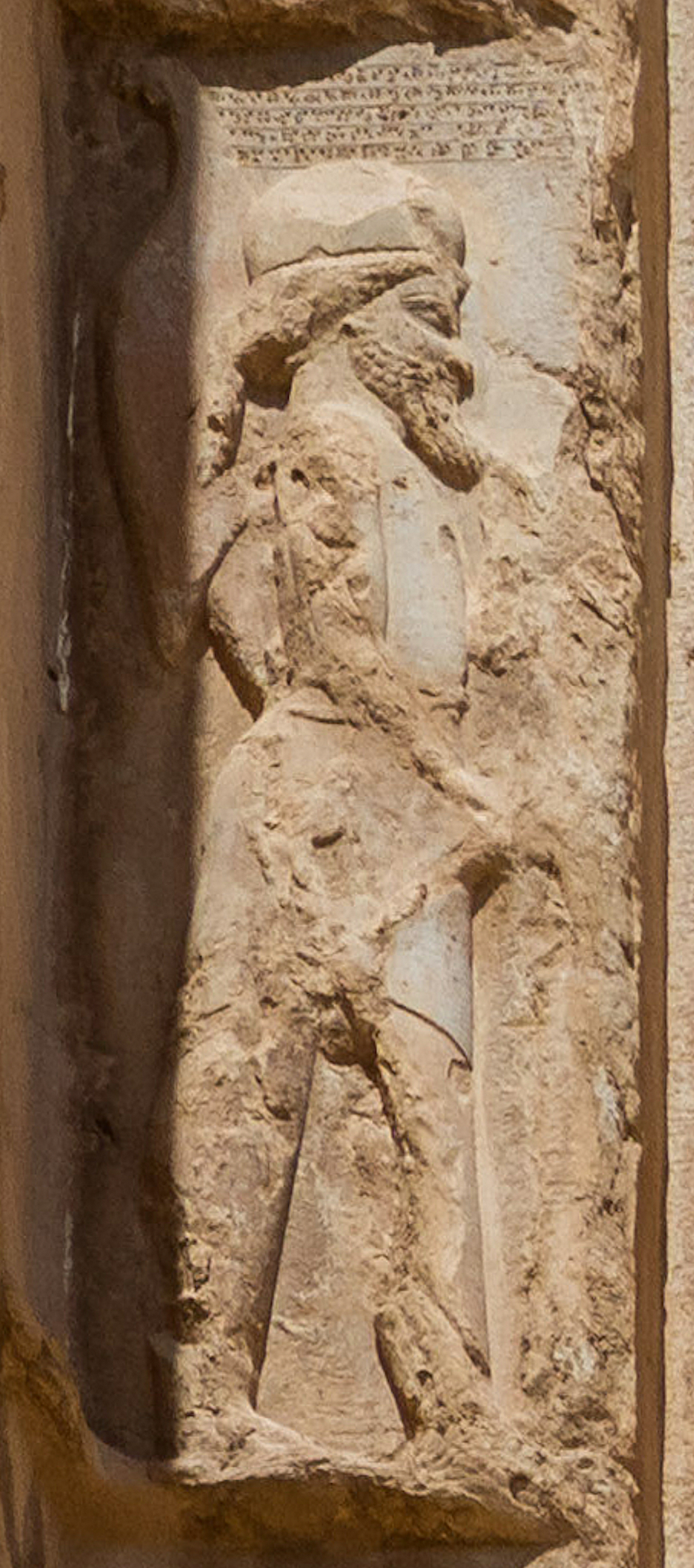
Aspatines en la tumba de Darío I.

Aspatines (en persa antiguo: 𐎠𐎿𐎱𐎨𐎴𐎠, romanizado: Aspacanāʰ, en griego antiguo: Ἀσπαθίνης, romanizado: Aspatines) (nacido y muerto en algún momento entre 550 a. C. y 450 a. C.) fue un alto funcionario bajo los reyes aqueménidas Darío I y Jerjes I.
Aspatines está representado en la tumba de Darío I en Naqsh-e Rostam, con una dedicatoria:
Aspacanâ \ vaçabara \ Dârayavahauš \ xš

âyathiyahyâ \ isuvâm \ dârayatiy

Aspatines, el portador del arco,

sostiene el hacha de guerra del rey Darío.
El único otro cortesano que fue nombrado en una dedicatoria fue Gobrias.
Tuvo un hijo llamado Prexaspes, que llegó a ser almirante de la armada de Jerjes I durante la segunda guerra médica.